# Dżakarta Centralna
Dżakarta Centralna (indonez. Jakarta Pusat) –  miasto (kota) w ramach prowincji Dżakarta, zamieszkiwane przez 898 883 osoby. Jest to najmniejsze miasto pod względem ludności w granicach administracyjnych indonezyjskiej stolicy. W tej części Dżakarty znajduje się większość budynków administracji rządowej, wieżowców oraz siedziby największych banków w Indonezji. 

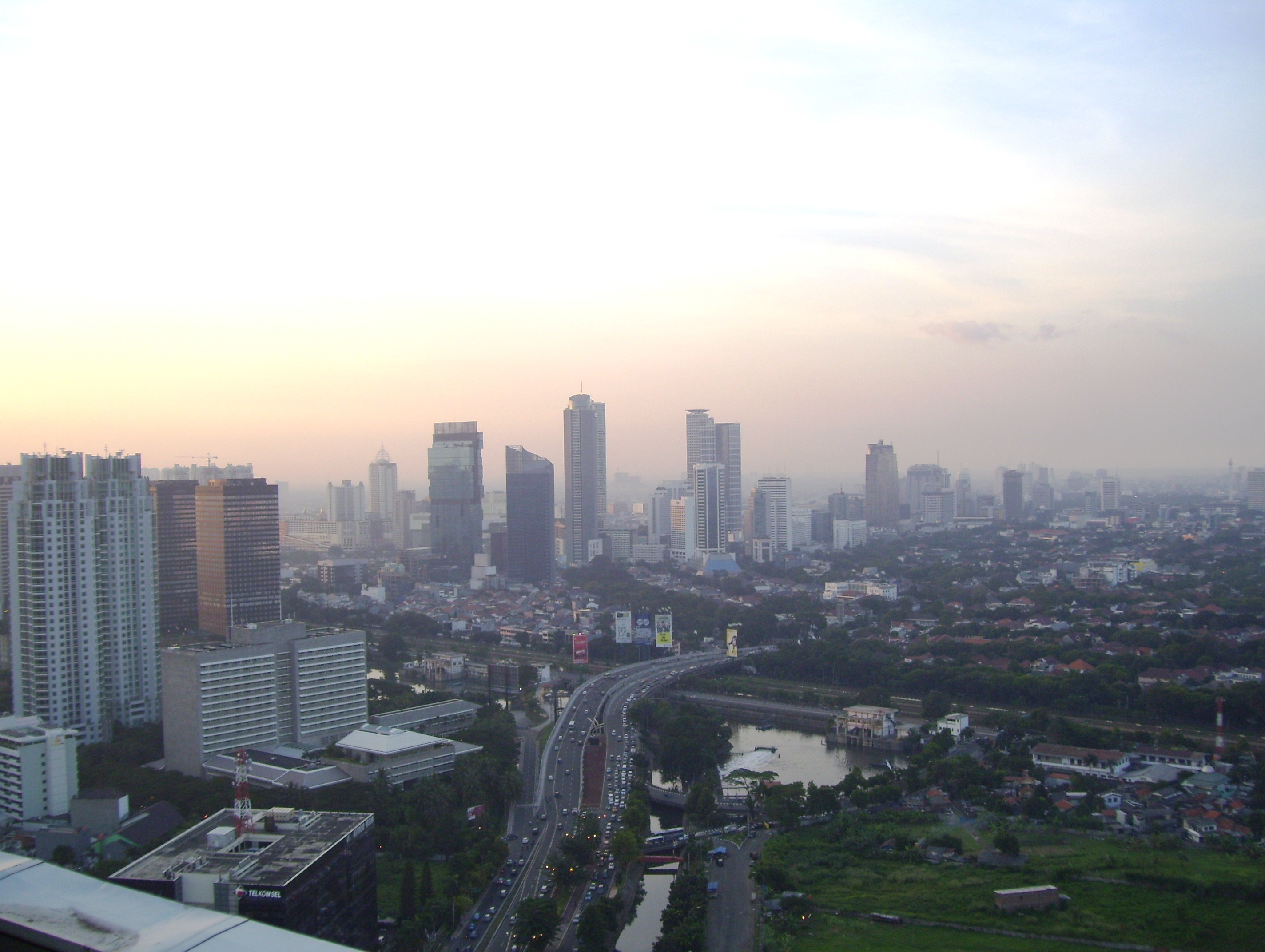
Widok na Dżakartę Centralną

## Podział administracyjny
W skład Dżakarty Centralnej wchodzi osiem dzielnic:
- Gambir
- Tanah Abang
- Menteng
- Senen
- Cempaka Putih
- Johar Baru
- Kemayoran
- Sawah Besar

## Ważne miejsca
- Centralny Bank Indonezji
- Pomnik Narodowy (Monumen Nasional – Monas)
- Muzeum Narodowe Indonezji
- Plac Merdeka
- Pałac prezydencki
- Meczet Masjid Istiqlal
- Katedra dżakarcka będąca zarazem siedzibą archidiecezji dżakarckiej